# Valter Girardelli
Valter Girardelli, né le 22 juillet 1955 à Rovereto, est un ancien officier naval italien, ayant notamment servi comme Chef d'état-major de la marine italienne.

## Biographie
Né le 22 juillet 1955 à Rovereto, dans la province de Trente, il entre à l'Académie navale en 1974,.
En 1975 il rejoint la marine et obtient son diplôme à l'Académie Navale en 1978. Il sert alors à bord de divers navires comme officier des opérations.
Parmi ses principales missions, il commande la frégate anti-sous-marine Scirocco, menant, entre autres, la campagne navale dans le golfe Persique et Periplo Africa 1995, qui duré environ quatre mois.
D'octobre 1998, il est affecté à l'état-major général de la marine, où il occupe, jusqu'en septembre 2000, le poste de chef du Bureau général de planification des finances et des forces.
Il commande également le Giuseppe Garibaldi de 2000 à 2002.
Promu contre-amiral en janvier 2004, il occupe le poste de chef adjoint de l'Office général de la planification et de la programmation financières. De novembre 2006 à février 2008, il est chef du bureau de planification et de planification financière de l'état-major général de la marine et, promu amiral de division en janvier 2008, il occupe le poste de chef du bureau général des plans, de la programmation et du budget de la défense. En tant qu'amiral d'équipe depuis 2013, il occupe également le poste de secrétaire général adjoint/directeur national de l'armement.
Le 22 juin 2016, il est nommé Chef d'état-major de la marine italienne. Il prend sa retraite en 2019,, remplacé par Giuseppe Cavo Dragone.